# Капитан Марвел
„Капитан Марвел“ (на английски: Captain Marvel) е американско фентъзи от 2019 г. за едноименния персонаж на Марвел Комикс. Режисьори и сценаристи са Ана Бодън и Раян Флек, като Дженева Робъртсън-Дуорет също пише сценария. Това е 21-вият филм в киновселената на Марвел. Премиерата в САЩ е на 8 март 2019 г. Филмът си има продължение - „Марвелите“ (2023)

## Резюме
Филмът се развива пре 90-те и проследява живота на Керъл Денвърс, докато тя се превръща в една от най-силните супергерои на вселената. Докато галактическа война между две извънземни раси стига до Земята, Денвърс намира себе се сред малка група извънземни, в центъра на водовъртеж.

## Актьорски състав
| Актьор                    | Роля                                   |
| ------------------------- | -------------------------------------- |
| Бри Ларсън                | Керъл Денвърс / Виърс / Капитан Марвел |
| Самюъл Джаксън            | Ник Фюри                               |
| Бен Менделсън             | Тейлос                                 |
| Джуд Лоу                  | Йон-Рог                                |
| Лашана Линч               | Мария Рамбо                            |
| Акира Акбар               | Моника Рамбо                           |
| Кларк Грег                | Фил Колсън                             |
| Анет Бенинг               | Уенди Лаусън / Мар-Вел                 |
| Анет Бенинг               | Върховния интелект                     |
| Лий Пейс                  | Ронан Обвинителя                       |
| Джимон Хонсу              | Корат Преследвача                      |
| Джема Чан                 | Мин-Ерва                               |
| Алдженис Перес Сото       | Ат-Лас                                 |
| Рун Темте                 | Брон-Чар                               |
| Реджи, Арчи, Ризо и Гонзо | Гуус                                   |
| Крис Евънс                | Стив Роджърс / Капитан Америка         |
| Марк Ръфало               | Брус Банър / Хълк                      |
| Скарлет Йохансон          | Наташа Романов / Черната вдовица       |
| Дон Чийдъл                | Джеймс „Роуди“ Роудс / Бойната машина  |
| Стан Лий                  | Пътник във влак                        |

## В България
В България филмът е излъчен на 6 февруари 2022 г. по NOVA с български дублаж за телевизията. Екипът се състои от:
| Озвучаващи артисти  | Христина Ибришимова Ани Василева Ася Братанова Николай Николов Георги Георгиев-Гого Димитър Иванчев |
| Преводач            | Бисер Пачев                                                                                         |
| Тонрежисьор         | Димитър Кукушев                                                                                     |
| Режисьор на дублажа | Димитър Кръстев                                                                                     |